# Victoriapriset
Victoriapriset, tidigare Victoriastipendiet, är en svensk utmärkelse som delas ut på svenska Kronprinsessan Victorias födelsedag på Öland den 14 juli. Det instiftades av idrottsprofilen Kay Wiestål och har delats ut till en svensk idrottare varje år sedan 1979. Priset instiftades som ett sommarens komplement till vinterns Svenska Dagbladets guldmedalj. Victorias far, kung Carl XVI Gustaf, var redan från början positiv och stödde initiativet. Han delade ut det första priset på Borgholms IP som gick till alpine skidåkaren Ingemar Stenmark. Med prisets instiftande grundlades också Victoriadagarna, som utvecklats till ett större firande med en konsert på Borgholms slottsruin där priset delas ut.
2019 bytte utmärkelsen namn, från Victoriastipendiet till det nuvarande Victoriapriset. Tidigare ingick en penningsumma i prisutdelningen.

## Mottagare av Victoriapriset
| År   | Mottagare                               | Sport                                   |
| ---- | --------------------------------------- | --------------------------------------- |
| 1979 | Ingemar Stenmark                        | alpin skidåkning                        |
| 1980 | Stefan Persson                          | ishockey                                |
| 1981 | Linda Haglund                           | friidrott                               |
| 1982 | Tomas Gustafson                         | hastighetsåkning på skridskor           |
| 1983 | Stig Strand                             | alpin skidåkning                        |
| 1984 | Gunde Svan                              | längdskidåkning                         |
| 1985 | Patrik Sjöberg                          | friidrott (höjdhopp)                    |
| 1986 | Torbjörn Nilsson                        | fotboll                                 |
| 1987 | Tomas Johansson                         | brottning                               |
| 1988 | Tomas Gustafson                         | hastighetsåkning på skridskor           |
| 1989 | Jan-Ove Waldner                         | bordtennis                              |
| 1990 | Mikael Appelgren                        | bordtennis                              |
| 1991 | Pernilla Wiberg                         | alpin skidåkning                        |
| 1992 | Jörgen Persson                          | bordtennis                              |
| 1993 | Torgny Mogren                           | längdskidåkning                         |
| 1994 | Peter Forsberg                          | ishockey                                |
| 1995 | Tomas Brolin                            | fotboll                                 |
| 1996 | Sara Wedlund                            | friidrott (långdistans)                 |
| 1997 | Agneta Andersson och Susanne Gunnarsson | kanotsport                              |
| 1998 | Magdalena Forsberg                      | skidskytte                              |
| 1999 | Lars Frölander                          | simning                                 |
| 2000 | Therese Alshammar                       | simning                                 |
| 2001 | Mikael Ljungberg                        | brottning                               |
| 2002 | Magnus Wislander                        | handboll                                |
| 2003 | Carolina Klüft                          | friidrott (sjukamp)                     |
| 2004 | Anja Pärson                             | alpin skidåkning                        |
| 2005 | Stefan Holm och Christian Olsson        | friidrott (höjdhopp respektive tresteg) |
| 2006 | Anna Carin Olofsson och Björn Lind      | skidskytte respektive längdskidåkning   |
| 2007 | Henrik Larsson                          | fotboll                                 |
| 2008 | Susanna Kallur                          | friidrott (60 meter häck)               |
| 2009 | Helena Jonsson                          | skidskytte                              |
| 2010 | Charlotte Kalla                         | längdskidåkning                         |
| 2011 | Daniel och Henrik Sedin                 | ishockey                                |
| 2012 | Anette Norberg                          | curling                                 |
| 2013 | Johan Olsson                            | längdskidåkning                         |
| 2014 | Sveriges herr- och damstafettlag        | längdskidåkning                         |
| 2015 | Sarah Sjöström                          | simning                                 |
| 2016 | Henrik Lundqvist                        | ishockey                                |
| 2017 | Jenny Rissveds                          | cykling                                 |
| 2018 | Stina Nilsson                           | längdskidåkning                         |
| 2019 | Hanna Öberg                             | skidskytte                              |
| 2020 | Armand Duplantis                        | friidrott (stavhopp)                    |
| 2021 | Nils van der Poel                       | hastighetsåkning på skridskor           |
| 2022 | Ebba Årsjö                              | alpin skidsport                         |
| 2023 | Erik Karlsson                           | ishockey                                |
| 2024 | Isabelle Haak                           | volleyboll                              |
| 2025 | Jonatan Hellvig och David Åhman         | beachvolleyboll                         |